# Lia Koenig
Lia Koenig Stolper (în ebraică ליא קניג שטולפר; n. 30 noiembrie 1929, Łódź, Polonia) este o actriță israeliană de teatru, născută în Polonia și care a copilărit, a studiat și și-a început cariera în România. S-a distins în teatrul de limbă ebraică, uneori apărând și în spectacole în limba idiș. Lia Koenig este laureată a Premiului Israel, cea mai înaltă distincție civilă conferită de statul evreu, pe anul 1987.

## Familia și anii de tinerețe în România
Lia Koenig s-a născut în 1929 în orașul Lodz, ca fiică unică a unui cuplu de actori evrei de limba idiș, care ajunseră acolo în turneu.  Mama ei, Dina König (1907-1964), născută și ea la Lodz, a fost o actriță apreciată pe scena teatrului idiș din Polonia și România. Tatăl, Josef Kamen sau Kamien (Stein; 1900-1942), născut la Wilno (Vilnius), a fost membru al renumitului ansamblu de teatru idiș din Wilno, „Di Vilner Truppe”. El a jucat, între altele, și în rolul Zelig Șor din filmul mut românesc Manasse (1925) în regia lui Jean Mihail.
În 1939, când Germania nazistă a invadat Polonia, Lia se afla cu mama ei la Cernăuți, unde au rămas și sub ocupația sovietică în anul 1940. O perioadă de timp Lia a învățat la o școală germană din Cernăuți, apoi la o școală sovietică. În acel an mama ei a fost angajată în Basarabia, la Teatrul Evreiesc de Stat din Moldova, înființat de sovietici în Chișinăul recent ocupat, apoi în iunie 1941 mama și fiica au fost evacuate împreună cu personalul teatrului, în Uzbekistan, la Tașkent și apoi la Samarkand. În timpul războiului, Lia și-a însoțit mama în spectacolele susținute de aceasta în fabrici, spitale și unități militare sovietice. După ce Josef Kamien, care a suferit de grele complicații ale unui diabet, a murit la Uralsk, în Kazahstan, în anul 1942 , Dina Koenig s-a recăsătorit cu actorul Isaac Havis (1911-1991), originar din Basarabia, și, după război, familia s-a transferat în România. Dina Koenig a devenit membră a colectivului Teatrului Evreiesc de Stat din București.

### Cariera teatrală
În ciuda împotrivirii părinților ei, după ce a terminat liceul la București, Lia Koenig a ales și ea cariera teatrală, cu încurajarea viitorului ei soț, Herman Stolper, și a studiat la Institutul de Artă Dramatică din București. Pe actorul, regizorul și scriitorul Herman Stolper, cunoscut în Israel ca Tzvi (Hershl) Stolper (1922-1998), originar din Câmpulung Moldovenesc și supraviețuitor al Transnistriei (Vapniarka), l-a cunoscut de la vârsta de 17 ani și cei doi s-au căsătorit în 1950, împotriva voinței părinților ei.
De tânără a jucat și ea, ca și mama ei, pe scena Teatrului Evreiesc de Stat din capitala României, unde primul ei regizor a fost George Ginel Teodorescu,  A studiat vreme de doi ani la Studioul de pregătire actoricească al Teatrului Evreiesc de Stat din Bucuresti, avându-i ca profesori pe Beate Fredanov, Alexandru Finți  și alții. Între altele, s-a distins în rolurile Toinette din Bolnavul închipuit de Moliere (1953), Hava din spectacolul Tevie lăptarul după Șalom Aleihem (1957), Katerina din Furtuna de Alexandr Ostrovski (1957) și Anna Frank din spectacolul după Jurnalul Annei Frank (1957, in regia lui George Teodorescu). Pentru acest din urmă rol a fost premiată de Ministerul român al culturii.

## Cariera artistică în Israel

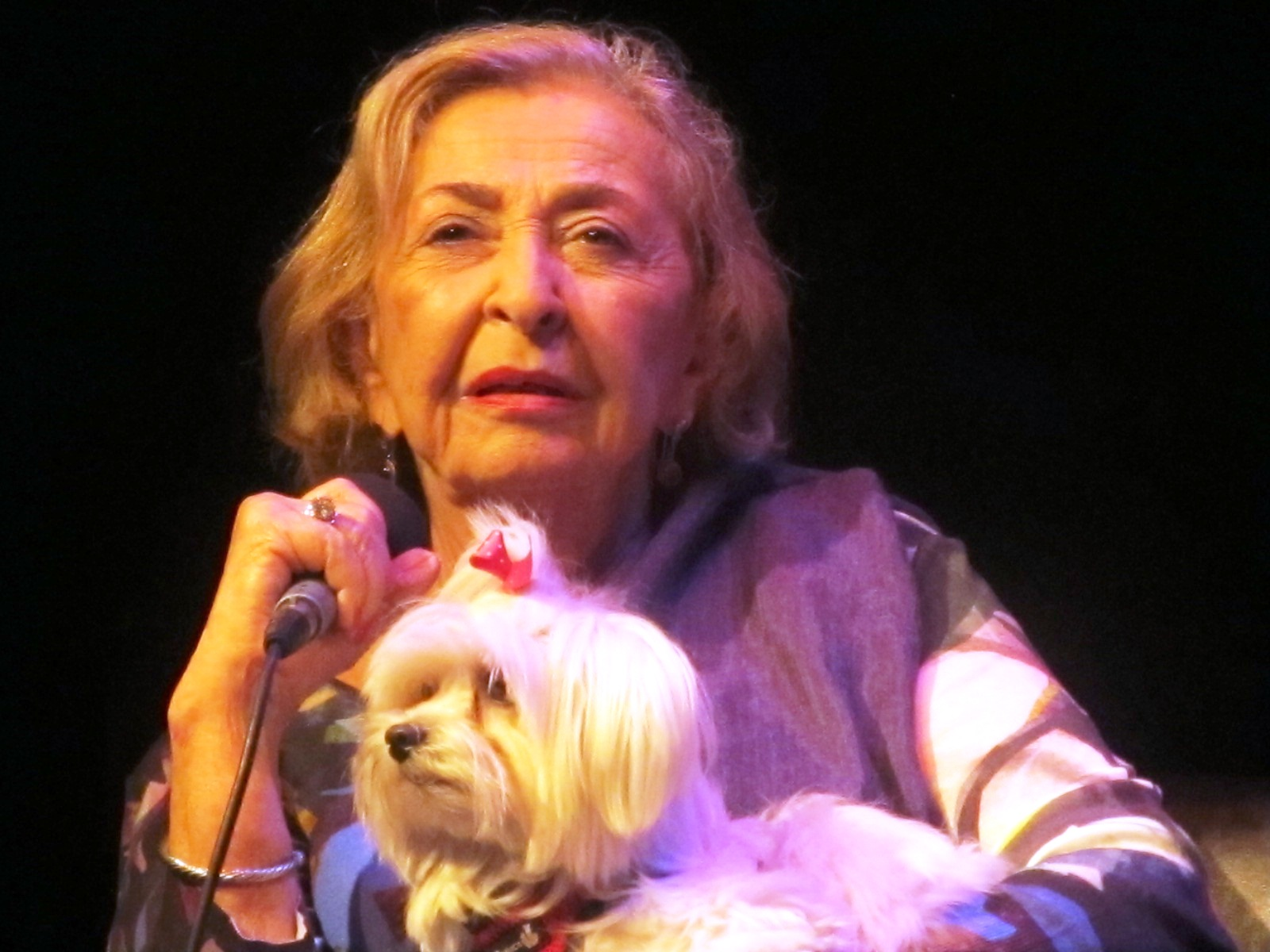
Fotografie din 2013

În anul 1961, la 32 ani, a emigrat în Israel împreună cu soțul său, Herman Stolper. După învățarea limbii ebraice, a fost primită de Yehoshua Bartonov și Shimon Finkel în ansamblul Teatrului național Habima din Tel Aviv, unde joacă fără intrerupere de peste șase decenii. Și-a făcut debutul pe scena ebraică în anul 1962 în piesa „Domnul Puntila și sluga sa Matti” de Bertolt Brecht în regia lui Shmuel Bunim, de asemenea s-a evidențiat în piesa lui Aharon Megged, „Bereshit”  (Facerea), în rolul Evei. Talentul ei a atras o largă apreciere, dar deplina recunoaștere s-a produs mai ales în anii 1970, când noul director al teatrului Habima, regizorul David Levin (fratele dramaturgului Hanoch Levin) , impresionat de calitățile actoricești multilaterale ale Liei Koenig, a distribuit-o în două roluri memorabile, în Scaunele de Eugen Ionescu (1970), și, respectiv, în Mutter Courage de Brecht (1975). Ulterior lui Koenig i s-au încredințat numeroase roluri principale în piese din repertoriul clasic și israelian modern, adesea roluri de femei mature sau vârstnice carismatice..
Între numeroasele roluri și piese în care a jucat Lia Koenig, se pot aminti Naomi în Kiddush de Allen Ginsberg (1976), Tzirel Horwitz în Poveste simplă după Shmuel Yosef Agnon(1979), Leitshe soția băcanului în Makolet (Băcănie) de Hillel Mittelpunkt (regia: Amit Gazit,(1982), de asemenea Filomena în Actul de căsătorie (Haktuba) de Ephraim Kishon, Mirale din Mirale Efros de Yakov Gordin (regia: Amit Gazit),The Subject Was Roses de Frank D. Gilroy („Dabri elay biprahim”, în regia lui Albert Avraham Niño) , Ann Sullivan în The Miracle Worker  de William Gibson (în traducere în limba idiș, în regia lui Tzvi Stolper)(1965), Mama din Mutter Courage  de Brecht (regia lui Tzvi Stolper, 1975 ),Filumena Marturano de Eduardo De Filippo (regia: Miki Gurevich), Liubov Andreevna în Livada de vișini de Cehov,(în regia lui Tzvi Stolper) (1988), Leviva Popocz în Mlehet Hahaiym (Meșteșugul vieții) de Hanoch Levin (1989),Claire Zachanessian din Vizita bătrânei doamne de Dürrenmatt, Bernarda din Casa Bernardei Alba (regia: Ilan Ronen) și Mama din Nunta însângerată de Federico Garcia Lorca, Gertrud din Hamlet de Shakespeare, Magda din Ghid pentru vizitatori ai Varșoviei  de Mittelpunkt  (rol creat special pentru dânsa), Opal din Toți o iubesc pe Opal de John Patrick (regia:Roni Pinkovich) , Stallerhof de Franz Xaver Kroetz, Aur de Yosef Bar Yosef (regia: Ofira Henig),  Miss Daisy în Miss Daisy și șoferul ei de Alfred Uhry (în regia lui Itzik Weingarten),  , Charlotte în Sonată de toamnă de Ingmar Bergman (regia lui Itzik Weingarten) (2006),Sonia din Sonia Mushkat de Savion Liebrecht,Clubul văduvelor vesele (Cemetery Club) de Ivan Menchell,(regia: Ilan Eldad),Quartet de Ronald Harwood (în ebraică: „Yom Huledet le Giuseppe”) (în regia lui Moshe Perlstein), Femeia A din  Trei femei înalte de Edward Albee (în regia lui Jack Messinger, 1997), Madame Rosa în  Ai toată viața înainte după Émile Ajar (regia:Itzik Weingarten) și spectacolele pentru un singur actor Stele fără cer (prelucrare după autori idiș de Tzvi Stolper) și Oscar și tanti Roza de Éric Émmanuel Schmitt (în regia lui I. Wingarten). 
În anul 1999 dramaturgul israelian Hillel Mittelpunkt a scris special pentru Lia Koenig rolul Marga Weisberg din piesa sa „Ghid turistic al Varșoviei”.
În iunie 2013 Koenig a reluat acest rol, de data aceasta în limba idiș, în cadrul ansamblului Teatrului Idișpil din Tel Aviv.
În septembrie 2014 la vârsta de 85 ani, Lia Koenig a interpretat pe scena Teatrului De Doelenzaal din Amsterdam scene și cântece in idiș și ebraică, evocând principalele momente ale lungii sale cariere. 
Încă din anii 1960 Lia Koenig a realizat  mai multe spectacole, mai ales în limba idiș, în colaborare cu soțul ei, Tzvi Stolper. După Războiul de Șase Zile din iunie 1967, cei doi au efectuat un timp turnee anuale internaționale, inclusiv în America Latină, unde existau încă un mare număr de vorbitori ai limbii idiș, ) în Canada, Statele Unite, Belgia, Germania și Anglia (la Festivalul de la Manchester).. Lia Koenig a jucat în montajul „Fun alten ștetl bis di naye heim” („De la vechiul ștetl în patria cea nouă”), scris de soțul ei, și a cules succes și în seria de scenete în limba idiș "O pereche ideală" („A por fun Got”) scrisă tot de Stolper, și jucată împreună cu el. De asemenea a apărut adesea cu monoloage și cântece în seri culturale în limba idiș. Stolper a decedat în anul 1998.

### În cinematografie și pe micul ecran
Din anii 1970 Koenig a interpretat diverse roluri în producții israeliene de cinema și televiziune.
Alături de actorul Shmuel Rodensky a jucat în 1971 în filmul „Katz și Carasso”. În 2013 și-a făcut debutul cinematografic internațional în rolul lui Gertraud Nussbaum, supraviețuitoare a Holocaustului, în co-producțiaisraelo-germana „Călătoria lui Hanna” în regia Juliei von Heinz.
De asemenea ea a jucat, între altele, în serialul de televiziune „Ahava beshalehet” (O dragoste tomnatică) pe canalul 1 al televiziunii israeliene.
Lia Koenig locuiește în orașul Givataiym.

## Premii și distincții
- 1954 Medalia Muncii „cu ocazia împlinirii a cinci ani de activitate a Teatrului de Stat din Arad, Teatrului de Stat din Brăila, Teatrului Maghiar de Stat din Cluj, Teatrului Evreesc de Stat din București, Teatrului Maghiar de Stat din Oradea, Teatrului de Stat din Ploești, Teatrului de Stat din Pitești, Teatrului de Stat din Reșița, Teatrului de Stat din Sibiu, Teatrului Maghiar de Stat din Sf. Gheorghe, Teatrului de Stat din Orașul Stalin, Teatrului Secuesc de Stat din Târgu Mureș, Teatrului Evreesc de Stat din Iași, Teatrului de Stat din Timișoara și pentru merite în activitatea artistică”[6]
- 1956 Ordinul Muncii clasa a III-a „cu prilejul împlinirii a 80 de ani de existență în Romînia a teatrului în limba idiș și pentru merite deosebite în activitatea artistică”[7]
- 1957 - Premiu pentru interpretarea din piesa Anna Frank în România
- 1962 Premiul Yosef Klausner - pentru rolul Eva din Bereshit de Megged
- 1987 Premiul Israel
- 1999 Premiul israelian al teatrului pentru întreaga ei activitate
- 2008 Doctor honoris causa al Universității Tel Aviv „pentru contribuția inegalabilă la societatea și cultura din Israel și pentru virtuozitatea artei sale scenice”
- 2010 Doctor honoris causa al Universității Bar Ilan din Ramat Gan
- 2012 Premiul EMET pentru cultură și  artă
- Străzi în orașele Givataiym și Holon din Israel i-au primit numele.